# Dufourea inermis
Dufourea inermis – gatunek błonkówki z rodziny smuklikowatych i podrodziny wigorczykowatych.
Gatunek ten został opisany w 1848 roku przez Williama Nylandera jako Halictoides inermis.
Pszczoła o ciele długości od 6,5 do 9 mm. Cechują ją głaszczki wargowe o członie drugim krótszym niż trzeci oraz trzy początkowe tergity metasomy z punktami oddalonymi od siebie o mniej więcej swoje średnice, rozmieszczonymi bardziej regularnie i gęściej niż u D. dentiventris. U samca piąty sternit pozbawiony jest wybrzuszenia na krawędziach tylnobocznych, a szósty sternit jest wyraźnie wybrzuszony.
Owad o rozsiedleniu transpalearktycznym, w Europie znany z Francji, Belgii, Niemiec, Danii, Finlandii, Szwajcarii, Austrii, Włoch, Litwy, Polski, Czech, Słowacji, Węgier, Słowenii i Rosji. Ponadto znany z wschodniej Palearktyki. Na południu zasięgu występuje głównie w górach. Jest to pszczoła samotnica. Gatunek oligolektyczny, związany z dzwonkowatymi, a szczególnie z dzwonkami. Ma jedno pokolenie w roku, latające w środku lata.
W 2002 umieszczony został na Czerwonej liście zwierząt ginących i zagrożonych w Polsce jako gatunek o słabo rozpoznanym statusie.